# Gerhard Werenzo
Gerhard Werenzo gen. von Angelmodde (* im 13. Jahrhundert; † 9. Mai 1328) war Domdechant und Domherr in Münster.

## Leben
Gerhard Werenzo entstammte dem westfälischen Rittergeschlecht Werenzo, das im 12./13. Jahrhundert in Reken ansässig war. Als Domherr zu Münster findet Gerardus de Angelemude erstmals am 21. September 1287 urkundliche Erwähnung. Im Oktober 1302 bekleidete er das Amt des Domkellners. In dieser Funktion war er für die wirtschaftlichen Angelegenheiten des Domkapitels verantwortlich. Das Kapitelstatut vom 21. September 1313 über die Präbendenvergabe wurde von Gerhard am gleichen Tage besiegelt. Ab August 1315 war er Domkantor. In den Urkunden wird er als Gert Werence sancmester bezeichnet. Seine Ernennung zum Domdechanten fiel auf den 13. Oktober 1326. In dieser Funktion oblag ihm die Leitung des Domkapitels. Er blieb bis zu seinem Tod in den Ämtern.